# Lampetis cupreosplendens
Lampetis cupreosplendens es una especie de escarabajo del género Lampetis, familia Buprestidae. Fue descrita científicamente por Saunders en 1871.